# Пирко, Василий Алексеевич
Василий Алексеевич Пирко (укр. Василь Олексійович Пірко; 24 февраля 1935, с. Волошиново, Львовское воеводство, Вторая Речь Посполитая — 16 июля 2012, Донецк) — советский и украинский историк, доктор исторических наук, профессор Донецкого национального университета, действительный член «Научного общества им. Шевченко» (НТШ).

## Биография
Родился 24 февраля 1935 года в селе Волошиново в крестьянской семье. Умер 16 июля 2012 года.

### Образование
В 1950 году, окончив с отличием сельскую семилетку, поступил в Самборское педагогическое училище. В 1954 году продолжил обучение на отделении истории историко-филологического факультета Дрогобычского педагогического института. В 1956 году, в связи с ликвидацией исторического отделения в Дрогобычском пединституте, был переведен во Львовский университет.
На третьем курсе под влиянием лекций профессора Д. Л. Похилевича увлекся проблемами аграрной истории стран Центральной и Восточной Европы. Работа в спецсеминаре по данной проблеме способствовала ознакомлению с основными видами источников к её изучению и приобретение навыков самостоятельной их обработки в Центральном государственном архиве Украины (г. Львов), научной библиотеке университета и Львовской научной библиотеке имени Василия Стефаника. Уже в 1957 году определился с темой будущей дипломной работы «Положение крестьян Самборской экономии во второй половине XVII века», которая в основном основывалась на материалах местных архивов и заложила основы будущей кандидатской диссертации.
В 1959 году с отличием окончил университет.
В 1963 году поступил в аспирантуру при кафедре истории южных и западных славян Львовского университета. Во время учёбы в аспирантуре в архивах и рукописных отделах библиотек Киева и Львова им было разработано большое количество различных видов источников, дававших возможность воспроизвести состояние аграрных отношений на Перемишльщине конце XVII—XVIII века, особенно это касается такого вида источников, которые мало использовались исследователями как ревизии, охватывающие все населенные пункты региона. Опубликованные им в архивоведческих и источниковедческих украинских изданиях статьи об этом виде источников приветствовались специалистами. На основании ревизий, люстраций и инвентарных описей населенных пунктов различных форм собственности в его кандидатской диссертации была дана всесторонняя оценка состояния аграрных отношений в Перемышльской земли в указанный период. Собранный в архивах материал был использован им при редактировании отдельных очерков и справок по истории городов и сел Львовской области, которые в то время готовились к изданию в серии книг «История городов и сел УССР».
Кандидатскую диссертацию защитил в 1970 году на тему «Поместное хозяйство Перемышльской земли в первой половине XVIII века», докторскую — в 1996 году на тему «Освоение Степной Украины в XVI—XVIII веках». Она стала итогом почти 30-летней его работы в архивах Киева, Москвы, Ленинграда, Харькова, Одессы, Ростова, Днепропетровска, Воронежа в поиске источников к истории региона в указанное время.

### Карьера
С 1959 до 1963 года работал учителем и воспитателем в школе-интернате в городе Хыров Львовской области, где руководил краеведческим кружком и вместе с учениками изучал местную историю, а в период летних каникул в процессе туристских походов и экскурсий изучал исторические памятники не только Украины и Молдавии, но и Москвы и Ленинграда.
После окончания аспирантуры Министерством образования УССР был направлен на работу в Донецкий университет, где работал с 1 сентября 1966 года и до самой смерти, пройдя путь от ассистента до профессора (с 1997 года).
В 1970—1974 годах исполнял обязанности заместителя декана исторического факультета. В 1980—1985 годах и с 1992 года заведовал кафедрой историографии, источниковедения, археологии и методики преподавания истории. По его инициативе с 1997 года при кафедре открыта аспирантура по специальности «Историография, источниковедение и специальные исторические дисциплины», а с 2000 года специализацию «Архивоведение».
В 1968 году был включен в авторский коллектив по написанию истории городов и сел Донецкой области. Это побудило его к более глубокому изучению проблемы, подготовке и публикации статей, подборок документов и монографий истории Степной Украины XVI—XVIII веков. Опубликовал 2 сборника документов «Описания Харьковского наместничества конца XVIII века» (Киев, 1991 год), «Источники к истории населенных пунктов Донецкой области» (Донецк, 2001 год), а также ряд монографий: «Заселение степной Украины в XVI—XVIII веках» (Донецк, 1998 год), «Заселение Донетчины в XVI—XVIII веках» (Донецк, 2003 год), «Заселение и хозяйственное освоение степной Украины в XVI—XVIII веках» (Донецк, 2004 год), «Соляные промыслы Донбасса в XVII—XVIII веках» (Донецк, 2005 год) и др.
Кроме того, Пирко соавтор около 20 коллективных монографий по истории Донецкого региона.
Выдающейся является его работа «Галицкое село конца XVII — первой половины XVIII веках» (Донецк, 2006 год).
С 1998 года он возглавлял на общественных началах Донецкое отделение Научно-исследовательского института истории казачества при Институте истории Украины НАН Украины. Более 10 лет возглавлял краеведческую секцию Донецкого отделения Малой Академии Наук и передавал свои знания и опыт исследовательской работы школьникам. Пирко — с 1997 года член «Научного Общества им. Шевченко» (Донецкое отделение), действительный член НОШ с 2005 года. Редактор разделов и специальных выпусков «Донецкого вестника НОШ» по истории, редактор исторической редакции профессионального журнала «Схід» (рус. «Восток»).
Под его руководством подготовлено 10 кандидатских диссертаций, 1 докторская диссертация, которые в основном посвящены истории региона.
Пирко входил в состав редакций таких научных и научно-общественных изданий: «Исторические и политологические исследования» (Донецкий национальный университет), «Южная Украина в XVIII—XX веках» (Запорожский национальный университет), «Схід» (рус. «Восток») (Украинский культурологический центр). Член авторских коллективов фундаментальных исторических изданий: «История городов и сел УССР» (Донецкая область) (1969, 1974 года), «История рабочих Донбасса» (1981 год), «Малая энциклопедия украинского казачества» (2000, 2002 года), «Украинский энциклопедический словарь» (1999, 2002 года).
Пирко был членом двух специализированных советов по защите кандидатских и докторских диссертаций по истории, историографии и источниковедения.

## Награды и отличия
За многолетнюю педагогическую и общественную работу награждён нагрудными знаками: «Отличник высшей школы СССР» (1985 год), «Отличник образования Украины» (2000 год), Грамотой Министра образования и науки Украины (2000 год), Грамотой Президента Украины (2003 год) за краеведческую работу, дважды (в 2003 и 2005 годах) награждался грамотами Всеукраинского союза краеведов, дважды (2003, 2004 года) — грамотами главы г. Донецка за работу со школьниками по линии МАН, трижды (1998, 2003, 2004 года) удостоен звания лауреата конкурса «Деловая книга Донбасса», знаком Министра образования и науки Украины за научные успехи (2007 год). Удостоен звания «Почетный краевед Донетчины» (2008 год), Почётный профессор Донецкого национального университета.
- Деякі питання вивчення суспільствознавства в школі // Радянське Прикарпаття. — 1963. — 12 серпня.
- Економічна руїна в Перемишльській землі на початку XVIII ст. // Вісник Львівського університету. — 1965. — Серія 1. — Випуск 3.
- Зв’язок фільварків Перемишльської землі з ринком на початку XVIII ст. // 40-а наукова конференція професорсько-викладацького складу ЛДУ. — 1966.
- Ревізії — важливе джерело для вивчення соціально-економічної історії //Архіви України. — 1966. — № 6.
- Вопросы аграрного строя Западной Украины XVI—XVIII вв. в советской историографии //Материалы научной конференции ДонГУ. — Донецк, 1968.
- Помісне господарство Галицького Прикарпаття у першій половині XVIII ст. //УІЖ. — 1969. — № 1.
- Про розвиток помісного господарства в Галицькому Прикарпатті у першій половині XVIII ст. //Питання історії народів СРСР. — 1969. — Вип. 8.
- Ясинувата //Історія міст і сіл УРСР. Донецька обл. — К., 1970 (1,5 а., співавт. М. Продан).
- Ревізія 1692 р. як джерело до вивчення аграрних відносин в західноукраїнських землях наприкінці XVII ст. //Істор. джерела та їх використання. — К., 1972. — Вип. 8 (0,8 а.).
- Велике свято культури (до 400-річчя книгодрукування на Україні //Рад. Донеччина, 1974. — 14 кв. (0,2 а.).
- К вопросу о пустующих крестьянских наделах в Галицком Прикарпатье в конце XVII — нач. XVIII в. //Тезисы докладов и сообщений 15-го симпозиума по аграрной истории.- М., 1974. (0,2 л.).
- Ясиноватая //История городов и сел УССР. Донецкая обл. — 1976. (1,5 л., соавт. М. Продан).
- Славянск //Там же. — (2,5 л., в соавт.).
- Город смотрит в будущее (Славянску 300 лет)// Комсомол. Донбасса. — 1976, 26 сент. (0.6 л., в соавт.).
- О пустующих крестьянских наделах в Галицком Прикарпатье в конце XVII- нач. XVIII вв. //Материалы XV симпозиума по аграрной истории. — Вологда: ВГПИ, 1976 (1,0 л.).
- Ревізія 1711 р. Засяння як джерело до соціально-економічної історії Польщі: Проблеми слов’янознавства. — 1976. — В. 14 (0,6 а.).
- До питання про заснування міста Слов’янська //УІЖ. — 1976. — № 9 (0,6 а.).
- В помощь студенту-практиканту. Литература об изучении истории в школе. — Донецк: ДонГУ. — 1977 (0,5 л. в соавт.).
- Ревізії кінця XVII — початку XVIII ст. як джерело соціально-економічної історії міст Прикарпаття //Арх.. України. — 1977. — № 2 (0,6 а.).
- К вопросу о расслоении крестьян Галицкого Прикарпатья во 2-й пол. XVII — 1-й пол. XVIII вв. //Советская историография аграрной истории СССР. — Кишинев, 1978 г. (0,3 л.).
- 8-а Всесоюзна конференція істориків-славістів // УІЖ. — 1978. — № 4 (0,5 а., співав. М.Турівненко).
- 8-я Всесоюзная конференция историков-славистов//Советское славяноведение. — 1978. — № 5 (1,0 л. в соавт. с Н. Туривненко).
- История крестьянства западно-украинских земель в советской историографии //Проблемы историографии и источниковедения. Сб. ст. — Днепропетровск, 1979 (0,5 л.).
- Техника и технология солеварения в Торе и Бахмуте в XVII—XVIII вв. — Донецк, 1979: Рукоп. Деп. в Укр. НДИНТ. 1979. — № 16-23 (1,5 л.).
- Совершенствование подготовки учителей-историков в университете //Совершенствование учебного процесса в вузе и в школе. — Даугавпилс. — 1980 (0,2 л., в соавт. А. Сайко).
- Тематика семинарских занятий по источниковедению истории СССР. — Донецк: ДонГУ, 1980 (1,0 л.).
- Источники об отношении крестьян к государственной власти XVII—XVIII вв. //Социально-политический и культурный облик деревни в его историческом развитии. XVIII сес. симпозиума по аграрной истории. Тезисы докладов и сообщений. — М., 1980 (0,2 л.).
- Підготовка істориків-краєзнавців на історичному факультеті Донецьк. університету //І-а республ. конференц. з іст. краєзнавства. Тези доповідей та повідомлень . — К., 1980 (0,3 а., в співав.).
- Значение научного наследия Д. Л. Похилевича в изучении аграрной истории Польши XVI—XVIII вв. //Рукоп. деп. в ИНИОН СССР. — 1980. — № 12 (1,0 л.).
- Топографические описания Харьковского наместничества //Рукоп. деп. в ИНИОН СССР. — 1981. — № 12 (1,0 л., в соавт. Н. Волик).
- Донецкий предпролетариат // История рабочих Донбасса. — К., 1981 (1,5 л., соавт. А. Лисянский).
- Довідник наукового працівника /Рец. // Арх.. України. — 1981. — № 2 (0,3 а., співавт. Є. Стуканов).
- Проблемы аграрной истории Украины, Белоруссии и Литвы XVI—XVIII вв. в трудах Д. Л. Похилевича //Актуальные проблемы аграрной истории УССР. Сб. научн. трудов. — Днепропетровск, 1981 (0,5 л.).
- История крестьян Речи Посполитой XVI—XVIII вв. в трудах Д. Л. Похилевича //Узловые вопросы советского славяноведения. Тезисы 9-й всесоюзной конференции историков-славистов. — Ужгород, 1982 (0,2 л.).
- Краеведческие сведения в описаниях к атласам губерний // 2-а Респ. конференція з істор. краєзнавства. — К., 1982 (0,2 а.).
- Торская засечная черта //Рукоп. деп. в ИНИОН СССР. — 1982 . — № 9 (0,8 л.).
- Проблемы аграрной истории Речи Посполитой в трудах Д. Л. Похилевича //Аграрная история эпохи феодализма. Сб. научн. ст. — Ижевск, 1983 (0,5 л.).
- Методические указания к курсу источниковедения истории СССР. — Донецк: ДонГУ, 1983 (1,0 л.).
- Топографическое описание Харьковского наместничества 1785 г. //Проблемы исторической географии России. Сб. ст. — М., 1983 (0,8 л.).
- Зародження робітничого класу в Україні (XVIII- перша пол. XIX ст.). Рец.// УІЖ. — 1984. — № 1 (0,3 а.).
- Соляной пласт //Донбасс. — 1984. — № 3 (0,5 л., соавт. А. Сабина).
- Роль народных миграций в заселении и освоении Северного Приазовья (конец XVI- нач. XVIII вв.) // Социально-демографические аспекты развития производительных сил в деревне. 20-я сессия Всесоюзн. симпозиума по изучению проблем аграрной истории. — Тезисы докладов и сообщений. — М., 1984 (0,2 л.).
- Описи намісництв України як джерело з краєзнавства //3-я Респ. конфенц. з істор. краєзнавства. Тези доповідей і повідомлень — К., 1984 (0,2 а.).
- Методические указания к курсу вспомогательных исторических дисциплин. — Донецк: ДонГУ, 1984 (2,0 л., соавт. Е. Стуканов).
- Украинская линия. — 1985. Рукоп. деп. в ИНИОН СССР, 1985. — № 20 966 (6,0 л.).
- Описания наместничеств Украины как исторический источник (проблемы типологии и информационных возможностей) // Историограф. и источниковед. проблемы отечеств. истории. Сб. ст. — Днепропетровск, 1985 (0,5 л.).
- До питання про розвиток техніки в соляній промисловості України в XVII—XVIII ст. //Нариси з історії природознавства і техніки. — К., 1985. — В. 31. (0,4 а.).
- Методические указания к проведению уроков по теме «Наш край» в 7-8 классах общеобразовательной школы. — Донецк: ДонГУ, 1985 (1,7 л.).
- Донецкая область с начала XX в. до 80-х годов. — Учебно-методические рекомендации в помощь учителям истории. — Донецк, 1985 (4,6 л., в соавт.).
- Торская укрепленная линия //Вопр. ист. — 1986. — № 1 (0,5 л.).
- 250-річчя з часу спорудження Української лінії // УІЖ, 1986. — № 5 (0,4 а.).
- Роль народных миграций в заселении Северного Приазовья (XVI- нач. XVIII вв.) /Материалы Всесоюзн. симпозиума по изучению проблем аграрной истории. — Таллин, 1986. — Вып. 1 (0,7 л.).
- Предсказано Ломоносовым // Донбасс. — 1986. — № 5 (0,4 л.).
- Топографические описания наместничеств как источник по истории культуры крестьян России XVIII в. Итоги и задачи изучения аграрной истории СССР в свете решений XXVII съезда КПСС. XXI сессия Всесоюзн. сим- поз. по изучению аграрной истории. Тезисы докладов и сообщ. — М., 1986. (0,2 л.).
- Методические указания к проведению уроков по теме «Наш край» в IX—X кл. общеобразовательной школы (для студентов-практикантов и стажеров). — Донецк: ДонГУ, 1987 (3,0 л., соавт. Р. Д. Лях, Н. П. Троян).
- Роль музея этнографии ДонГУ в пропаганде дружбы и сотрудничества между народами СССР и других стран //Роль этнографии в идеологической работе и в ускорении социально-экономического развития общества. Всесоюзн. научн. конфер. — Омск, — 1987 (0,2 л.).
- А. М. Панкратова о формировании предпролетариата в Донбассе //Рабочий класс СССР — ведущая революционная и созидательная сила советского общества. Тезисы докладов и сообщений республикан. конференции, посвящён. 90-летию акад. Панкратовой А. М. (и член редколлегии). — Донецк, 1987 (0,3 л.).
- Картографические материалы как источник по истории городов и сел южных областей Украины //Всесоюзная конференция по истор. краеведению. Тезисы докладов и сообщений. — К., 1987 (0,2 л.).
- Методические указания по написанию курсовых и дипломных работ по специальным историческим дисциплинам. — Донецк: ДонГУ, 1987 (2,2 л., соавт. Р. Д. Лях, Н. П. Троян).
- Численность и социальная структура населения Прикарпатья на рубеже XVII—XVIII вв. //Проблемы истор. демограф. СССР. Сборник науч. трудов. — К., 1988 (0,3 л.).
- Особенности воспроизводства населения на юге Украины во второй половине XVIII в. //Проблемы взаимодействия социальной структуры и воспроизводства населения в России и СССР. Тезисы докладов и сообщ. VI Всесоюзной конференции по исторической демографи. — М., 1988 (0,2 л.).
- Оборонительные сооружения и их роль в освоении Северного Приазовья в XVII—XVIII вв. — Донецк, 1988 //Рукопись деп.. в ИНИОН СССР. — 1988. — № 35900 (1,5 л.).
- Описи України XVIII ст. //Українська археографія: сучасний стан та перспективи розвитку. Тези доповідей республ. наради. — К., 1988 (0,2 а.).
- Методические рекомендации к проведению уроков по теме «Наш край» в VII—VIII кл. общеобразоват. школы (для студентов-практикантов и стажеров). — Донецк: ДонГУ, 1988 (2,2 л.).
- Методические рекомендации к проведению уроков по теме «Наш край» в VII—VIII кл. общеобразоват. школы (для учителей истории). — Донецк: Пед. об-во, 1988 (2,25 л.).
- Географія збуту донецької солі //Історико-географічне вивчення природних та соціальних процесів на Україні. Зб. науков. праць. — К., 1988 (0,5 а.).
- Донецкие сторожи //Донбасс. — 1988. — № 6 (0,5).
- К вопросу о духовном облике крестьян Речи Посполитой XVII—XVIII вв. //XI- Всесоюзная конферен. историков-славистов. Тезисы докладов и сообщ. — Минск: БГУ, 1988 (0,2 а.).
- Северное Приазовье в XVI—XVIII вв. — К., УМК ВО, 1988. (8,45 л.).
- К вопросу о роли Северного Причерноморья в укреплении торговых связей между Восточной и Западной Европой //Международные связи в средневековой Европе. Тезисы докладов и сообщений научно-практического семинара. — Запорожье: ЗГУ.- 1988 (0,2 л.).
- Особенности градостроительства в Северном Приазовье в XVII—XVIII вв. //2-я Всесоюзн. конференц. по истор. краевед. Тезисы докладов и сообщ. — Пенза: ПГПИ, 1989 (0,2 л.).
- Методические указания и материалы к семинарским заняттям по источниковед. истории СССР. Тема «Экономико-стиатистические описания второй пол. XVIII в.» Донецк: ДонГУ, 1989 (2,0 л.).
- Днепровская укрепленная линия //Вопросы истории СССР. Межведом. сб. — Харьков: ХГУ, 1989. -Вып. 34 (0,5 л.).
- Советская историография истории промы-шленности и рабочих Донбасса. — Донецк, 1989 //Рукопись деп.. в ИНИОН СССР. — 1989. — № 37743 (7,0 л., в соавтор.).
- История фабрик и заводов Донбасса в советской историографии. — Донецк, 1989 //Рукопись деп. в ИНИОН СССР. — 1989. — № 38843 (5,2 л., в соавт.).
- Законодавчі акти Російської держави як джерело до історії півдня України XVIII ст. // IV Республіканська наук. конференц. з істор. краєзнавства. Тези доповід. та повідом. — К., 1989.
- У истоков просвещения Донетчины //Народное образование Донецкой области: история и современность (К 200-летию открытия первой школы в Донбассе). — Тезисы докладов. — Донецк: Пед. об-во, 1990 (0,2 л.).
- Не про пень и старшего брата — об истории края //Донбасс. — 1990. — № 6 (0,5 л.).
- Оборонні споруди та їх значення в заселенні Південно-Східної України //Географічний фактор в історичному процесі. Збірник наук. праць. — К., 1990 (1,1 а.).
- Про формування багатоетнічного складу — населення Північного Приазов’я в XVI—XVIII ст. //Здійснення ленінської національної політики на Донеччині. — Донецьк, 1990 (0,2 а.).
- К вопросу об основних этапах заселения Донбасса в эпоху феодализма. Тезисы докладов и сообщ. VII Всесоюзн. конферен. по истор. демографии. — Донецк, 1991. — Ч. 2 (и член редкол.) (0,2 л.).
- К вопросу о направлениях миграции населения на Украине во второй половине XVII- нач. XVIII в. //Проблемы истор. демографии СССР и Западной Европы (период феодализма и капитализма). Сб. статей. — Кишинев, 1991 (0,5 л.).
- Щоденник подорожі акад. Гільденштедта як джерело до вивчення культури півдня України //Регіональна науков. конферен. "Культура Придніпровського регіону в контексті загальноукраїнської культури.- Дніпропетровськ: ДДУ, 1991 (0,2 а.).
- Русская палеография. Учеб. пособие. — К., УМК ВО, 1991 (10,33 а.).
- Сколько же лет Артемовску? //Донбасс. — 1991. — № 6 (0,3 л.).
- Зарубіжні українці (рец. на книгу) //Донбас літературний, 1991. — № 3 (0,3 а.).
- Про час заснування м. Артемівська //V Всеукраїнська конференція з істор. краєзнавства. Тези доповідей та повідомлень. — К., 1991 (0,2 а.).
- О роли межэтнических связей в формировании земледельческой культуры юга Украины в XVIII в. //Аграрный рынок и его историческое развитие. XXIII сессия Всесоюзн. симпоз. по изучению аграрной истории. Тезисы докладов и сообщений. — М., 1991. — Ч. 2 (0,2 л.).
- До питання про стан національного самосвідомості на Слобідській Україні наприкінці XVIII ст. //II Всеукраїнська науково-теоретична конференція "Проблема історії національного руху на Україні (до 1917 р.). — Тези доповідей та повідомлень. — Київ-Миколаїв, 1991 (0,2 а.).
- Описи Харківського намісництва кінця XVIII ст. /Упорядник і співавтор передмови. — К., 1991 (28,56 а., співавт. В. А. Смолій, О. І. Гуржій).
- Заселение Донбасса в XVI—XVIII вв. //Новые страницы в истории Донбасса.- Донецк: ДонГУ, 1992.-В. 1.
- Добыча соли в XVII—XVIII вв. как импульс к возникновению промышленности Донбасса // І Региональная конференція "Донбасс: прошлое, настоящее, будущее. Тезисы докладов и сообщений. — Донецк, 1992.
- Як заселявся наш край // Культура Донбасу.- 1992.- № 2.
- Наш край у XVIII ст. //Культура Донбасу, 1992. — № 43.
- Освоєння півдня України в XVI—XVIII ст. у вітчизняній історіографії. Тексти лекцій для студентів спеціальності 2008. — Донецьк: ДонДУ, 1993.
- Основні етапи заселення та господарського освоєння земель Війська Запорозького //Тезисы докладов вузовской научной конферен. профессорско-преподавательского состава. Гуманитарные науки. — Донецк: ДонГУ, 1993.
- Військово-землеробські поселення на півдні України у XVIII ст. Тексти лекцій для студентів спеціальності 2008. — Донецьк: ДонДУ, 1993.
- О взаимоотношениях запорожских и донских казаков в XVI—XVIII вв. // Донбасс и Приазовье: Проблемы социального, национального и духовного развития. Тезисы докладов международной научно-практической конференции. — Мариуполь, 1993.
- К вопросу о начальном этапе формирования рабочих кадров в Донбассе // II Региональная научно-практическая конференция "Донбасс: прошлое, настоящее, будущее. Тезисы докладов и сообщений. — Краматорск, 1993.
- Программа по истории Донецкого края для общеобразовательной школы. — Донецк, 1993 (0,6 л., в соавт.).
- Історичне краєзнавство. Програма курсу. — Донецьк, 1993. — 1-2 ч. (2 а., у спіавт.).
- Города Донетчины в конце XVIII в. //Летопись Донбасса. — Донецк: Донбасс, 1994. — Вып. 2 (0,3 л.).
- Зміцнення впливу Росії в Північному Причорномор'ї після Переяславської Ради //300 лет Переяславской Рады. Международная научная конференция. Тезисы докладов и сообщений. — Донецк: Научный центр, 1994 (0,2 л.).
- Торгові зв’язки півдня України в XVI—XVIII ст. //Україна в минулому. Зб. статей. — Львів-Київ, 1994. — Вип. VI (1,0 а.).
- Торські та Бахмутські соляні промисли в XVII—XVIII ст. // Новые страницы в истории Донбасса. — Донецк, 1994. — Кн. 3 (1,0 а.).
- Козацькими дорогами Донеччини //Проблеми розвитку туризму в Україні і завдання відновлення історичної пам’яті народу, засобами туризму. Тези доповідей і повідомлень всеукраїнської науково-практичної конференції. — Київ-Косів, 1994. — Ч. 2 (0,2 а.).
- Використання краєзнавчого матеріалу при вивченні історії України XVI—XVIII ст. //Изучение истории Украины в учебных заведениях. Тезисы докладов и сообщений региональной научно-практической конференции. — Донецк: ДонГУ, 1995.
- Козацтво Донецького краю. Бібліографічний покажчик. Вступна стаття і наукова редакція. — Донецьк: ДОНБ, 1995 (у співав.).
- Из истории Донбасса. Учебное пособие для учеников 7-9 кл. средней общеобразовательной школы. — Донецк: ОИПО, 1995 (в соавт.).
- История Донецкого края в документах и материалах (XVII- нач. XX в. Материалы для учителей истории (упорядник і редактор). — Донецьк: ОИПО, 1995 (в соавт.).
- Витоки краєзнавства Південно-Східної України //Історичне краєзнавство в Україні: традиції і сучасність. Матеріали VII Всеукраїнської наукової конференції. — К., 1995. — Ч. 1.
- Козацтво на Донеччині //Рідний край. Історико-краєзнавчий альманах № 1. — Донецьк, 1995.
- Перша печатка підприємств Донбасу //Там же.
- До питання про стан землеробської культури півдня України у XVIII ст. //Питання аграрної історії України та Росії. Матеріали наукових читань, присвячених пам’яті Д. П. Пойди. — Дніпропетровськ, 1995.
- Питання східних кордонів Війська Запорозького у творчій спадщині Д. І. Яворницького //Регіональне і загальне в історії. Тези міжнародної наукової конференції, присвяченої 140-річчю від народження Д. І. Яворницького та 90-літтю XIII Археологічного з'їзду. — Дніпропетровськ, 1995.
- Наступ на землі Війська Запорозького в період Нової Січі //Українська козацька держава: витоки та шляхи історичного розвитку. Матеріали IV Всеукраїнських історичних читань. — Київ-Черкаси, 1995.
- Джерела про час заснування м. Артемівська //Новые страницы в истории Донбасса. — Донецк, 1995. — Кн. 4.
- Про формування землеробської культури Степової України в XVI—XVIII ст. //Вузівська конференція професорсько-викладацького складу. — Донецьк, 1995 (0,1 а.).
- Південно-Східна Україна: короткі нариси з історії //Схід, 1995. — № 1 (1,0 а.).
- Влияние греков на социально-экономическое и культурное развитие юго-восточной Украины в 1775—1850 гг. (современная историография проблемы) //Украина-Греция: перспективы сотрудничества. Междунар. научно-практическая конференция. Тезисы докладов и сообщений. — Мариуполь, 1996 (0,1 л.).
- Українська ландміліція //Південна Україна XVIII—XIX ст. Записки науково-дослідної лабораторії історії Південної України ЗДУ. — Запоріжжя, 1996. — Вип. 1 (0,6 а.).
- Населення Донеччини за переписом 1897 р. //Региональная научно-практическая конференция: Донбасс — прошлое, настоящее, будущее. — Донецк, 1996 (0,2, соавтор И. Корнацкий).
- До історії українських і сербо-хорватських зв’язків у другій половині XVIII ст. // Міжнародні зв’язки народів Європи.- Запоріжжя, 1996 (0,4, співавт. М. Панфьорова).
- Запорозька Січ у творчості О. Рігельмана // Запорозьке козацтво у пам’ятках історії та культури.- Запоріжжя: ЗДУ, 1997 (0,5 а.)
- Аграрные отношения в Украине конца XVIII — первой пол. XIX вв. в современной историографии // Материалы Всеукраинской научной конференции по аграрной истории.- Черкассы: ЧДУ, 1997 (0,4, в соавторстве с М. Панфьоровой)
- Заселення запорізьких земель в 1776—1783 рр. // Матеріали наук. конференції проф.-викл. складу ДонДУ.- 1997 (0,2)
- Слов’яногірський комплекс як історична та природо-охоронна пам’ятка. // Матеріали 3-ї Всеукраїнської конференції «Туризм в Україні: економіка та культура.»- К., 1997 (0,4, співавт. Н. Кірязєва).
- Картографічні матеріали Півдня України XVIII ст. // Зап. НТШ. — Львів, 1997. — Т. 231.
- Зміни в теріторіально-адміністративному поділі Донеччини наприкінці XVI- серед. XIX ст. // Новые страницы истории Донбасса.- Донецк, 1997.- Кн. 5 (співавт. М. Панфьорова).
- Проблема східних кордонів володінь запорожців у другій половині XVII — першій третині XVIII ст. // Запорозьке козацтво в український історії, культурі та національній самосвідомості. Матеріали міжнар. наук. конф. — Київ-Запоріжжя, 1997.
- Проблеми краєзнавства Донеччини на сучасному етапі. // Матеріали обласного семінару «Музейні засоби з краєзнавства».- Донецьк: ДОКМ, 1998.
- Заселення Степової України в XVI—XVIII ст. // Донецьк: Укр. центр, 1998. — 124 с.
- Міста Донеччини в XVII—XVIII ст. // Нові сторінки в історії Донбасу.- Донецьк, 1998.- Кн. 6.
- Перебудова помісного господарства в XVI—XVIII ст. у Східній Європі у творчій спадщині Д. Л. Похилевича // Центральна і Східна Європа в XV—XVIII ст. — Львів, 1998.
- Основні етапи заселення Степової України в XVI—XVIII ст. // Схід. — 1998. — № 5.
- Проблеми народознавства Донеччини на сучасному етапі// Музейні засоби з народознавства. Матеріали обласного семінару.- Донецьк: ДОКМ, 1998.
- Наступ царату на землі Війська Запорозького// Схід, 1998.- № 1-2, 3.
- До питання про час заснування м. Донецька//«У истоков города Донецка». Матер. науч.-практич. конф.-Донецк: ДОКМ, 1998.
- Методические указания к написанию курсовых и дипломных работ. Мариуполь: МГИ, 1998 (1,5, співавт. А. Гедьо).
- История родного края. 6-9 кл.- Донецк: Кардинал, 1998 (10 а., в соавт.)
- Історія рідного краю. Навч. програма для 7-11 кл.-Донецьк: Кардинал, 1998 (у співавт.).
- Східностепові українські говірки. Науково-навчальний посібник. — Донецьк: ДонДУ, 1999 (у співавт.).
- Історія України. Посібник для абітурієнтів.- Донецьк: ДонДУ, 1999 (9,5 а., у співавт.).
- З приводу дискусії про час заснування деяких міст Донеччини// Історія України. Зб. ст. — К.: Наук. думка, 1999. — Т. 7 (0,4 а.).
- До питання про час заснування м. Маріуполя (історіографія і джерела проблеми)// Україна-Греція. Матеріали міжнар. конф. — Маріуполь: МДІ, 1999 (0,3 а.).
- Кальміуська паланка. Схід.- 1999.-№ 6 (0,6 а.).
- Землеробська культура України наприкінці XVIII ст. (за матеріалами топографічних описів) // Питання аграрної історії України та Росії XVIII—XX ст. — Дніпропетровськ: ДДУ, 1999 (0,5 а., співавт. І. Бондаренко).
- Північне Приазов’я наприкінці XVIII ст. (за мандрівними записками Й. Гільденштедта)// Вісник ДДУ. Сер. Б. Гуманітарні науки.- Донецьк, 1999.- № 1 (0,5 а., співавт. Н. Никифоренко).
- Село Маяки (2-а пол. XVII—XVIII вв.)// Нові сторінки історії Донбасу.- Донецьк, 1999 (0,5 а., співавт. Н. Чепіга).
- Мандрівні записки Й. Гільденштедта як джерело з історії України 2-ї пол. XVIII ст. // Осягнення історії.- Острог- Нью-Йорк, 1999 (1,0 а., співавт. Н. Никифоренко).
- Матеріали Бахмутської і Торської слідчих комісій як джерело до історії Донбасу середини XVIII ст. Праці наук. конф. Дон НУ.- Донецьк, 2000 (0,3 а.).
- Мала енциклопедія козацтва// Донецьк, 2000.- (7,0 а., співавт.).
- Юнкер і Донбас// Нові стор. історії Донбасу.- Донецьк, 2000.- Кн. 8 (0,5 а.).
- Визвольна війна в топографічних описах України// Українська козацька держава.- Київ, 2000, Т. 7 (0,5 а., співавт. І. Бондаренко).
- Історія України. Посібник для абітурієнтів (доповнене та перероблене видання).- Донецьк: ДонДУ, 2000 (10 а., у співавт.)
- Джерела до історії населених пунктів Донеччини XVI—XVIII ст// Донецьк, 2001 (12,0 а.).
- До питання про методику визначення часу заснування поселень Степової України// Історія України, Т. 18. — Київ-Донецьк, 2001 (0,5 а.).
- Святі гори // Довідник з історії України.- К., 2001.
- Кальміуська паланка// Наук. записки.- К., 2001.- Т. 6.
- Матеріали архіву Коша Нової Січі як джерело з історії Донбасу // Донецький вісник НТШ. — Д., 2001. — Т. 1.
- Українське козацтво. Мала енциклопедія.- Київ-Запоріжжя, 2002 (2 а.- 14 довідок у співавт.).
- Мандрівні записки Гільденштедта як джерело до історії Донеччини XVIII ст. //Історічні та політологічні дослідження.- Донецьк, 2002 (0,5 а.).
- Основні напрямки роботи Донецького відділення НДІК //Запорозька старовина.- К.-Запоріжжя, 2002.- Вип. 2 (0,6 а.).
- Формування поліетнічного складу населення Донеччини в XVI—XVIII ст. // Вісник ДонНУ.-2002.- Вип. 2 (0,7 а.).
- Історична географія. Програма курсу і методичні поради.- Донецьк: ДонНУ, 2002 (2,0 а., у співавт.).
- Історія Слобідського козацтва в Топографічному описі Харківського намісництва І. Переверзєва// Донецький вісник НТШ.- Донецьк, 2003.-Т. 4 (0,5 а.).
- Заселення Донеччини у XVI—XVIII ст. — Донецьк, 2003 (11,6 а.).
- Матеріали РДАДА як джерело до історії Південно-Східної України XVII—XVIII ст. // Студії з архівної справи та документознавства.- К., 2003 (0,5 а.).
- Заселення Південної України в XVI—XVIII ст. в російсько-українській історіографії XVIII — першої половини XIX ст. // Вісник ДонНУ.- 2003.- № 2, сер. Б (0,5 а., у співавтор.).
- Соляні промисли Донбасу XVII—XVIII ст. в економіко-історичній літературі// Донецький вісник НТШ, т. 5, — Донецьк, 2004. — (0,5 а., співавтор М. Литвиновська).
- Європейські технології в соляній промисловості Донбасу XVIII ст. // Донбасс: прошлое, настоящее, будуще. — Донецк, 2004. — (0,3 а., співавтор М. Литвиновська).
- Найдавніші міста Донеччини (міфи і реальність)// Схід.- 2004.- вересень.
- Заселення і господарське освоєння Степової України в XVI—XVIII ст. — Донецьк, 2004.- 223 с.
- Історіографія та джерела до історії заселення і господарського освоєння Донбасу в XVI—XVIII ст. // Вісник ДонНУ. — 2004.- № 1 (0,5 а.)
- До питання про спадковість у науковій роботі студентів молодших курсів. Матеріали науково-методичної конференції ДонНУ. — Донецьк, 2004 (0,3 а.)
- Підсумки та завдання МАН// Південно-Східна Україна (із стародавності у XXI ст.). Перша обласна історико-краєзнавча конференція учнівської молоді. Матеріали та тези доповідей. — Донецьк, 2005 (0,2 а.)
- Найдавніші міста Донеччини// Кроки до успіху.- 2005, 26 березня (передрук із ж. Схід.- 2004, вересень).
- Соляні промисли Донеччини в XVII—XVIII ст. — Донецьк, 2005.- 136 с. (співавтор М. Литвиновська).
- Про стан землеробства на Донеччині у XVII—XVIII ст. // Донецький вісник НТШ, т. 8. — Донецьк, 2005 (0,5 а.).